# ارلیندو (بازیکن فوتبال)
ارلیندو (انگلیسی: Arlindo؛ زادهٔ ۲۶ آوریل ۱۹۴۰) بازیکن فوتبال اهل برزیل است.
از باشگاه‌هایی که در آن بازی کرده‌است می‌توان به باشگاه فوتبال بوتافوگو اشاره کرد.